# Davide Oldani
Davide Oldani (Milano, 1º ottobre 1967) è un cuoco e imprenditore italiano.

## Biografia
La famiglia di Davide Oldani è originaria di Cornaredo, in provincia di Milano. Allievo del celebre chef Gualtiero Marchesi, Oldani ha aperto nel 2003 il suo ristorante, il D'O, proprio a Cornaredo, nella frazione San Pietro all'Olmo, che ha ricevuto una stella Michelin, diventate due dal 2020.
Ha inventato la cosiddetta "cucina pop", basata sulla semplicità e su materie prime umili.

## Premi e onorificenze
- Nel dicembre 2008 ha ricevuto l'Ambrogino d'oro dal Comune di Milano.
- Nel 2016 la Guida Michelin conferma 1 stella Michelin.[3]
- Nel 2020 la Guida Michelin assegna 2 stelle Michelin.
- Nel 2023 ha ricevuto alla Camera dei Deputati il Premio America della Fondazione Italia USA.[4]
- Davide Oldani è uno dei 50 chef ambasciatori della cucina italiana nel mondo.

## Radio e televisione
- The Chef, La5 e Canale 5 (2013-2014)
- Mangia come parli, Radio 24[5] (2017-)

## Opere
- Cuoco andata e ritorno. Viaggi, sogni, ricette di un uomo che voleva cucinare, Touring Editore, 2007. ISBN 88-365-4327-8
- La mia cucina pop. L'arte di caramellare i sogni, Rizzoli, 2009. ISBN 88-17-02927-0
- Pop. La nuova grande cucina italiana. D'O, ricette e gioco di squadra, Rizzoli, 2010. ISBN 88-17-04055-X
- Panettone a due voci. Carlo Cracco, Davide Oldani e il lievito delle feste. Storia, tradizioni, cucina d'autore, Giunti Editore, 2010. ISBN 88-09-75561-8
- Il giusto e il gusto. L'arte della cucina pop, Feltrinelli, 2012. ISBN 88-07-49130-3
- Chefacile, Mondadori, 2013. ISBN 978-8804637370
- Le D’Onne lo sanno. La cucina. La famiglia. La vita, La Nave di Teseo, 2018, ISBN 978-88-9395-508-9
- Mangia come parli, Il Sole 24 Ore, 2020, ISBN 9788863456479